# Abuyog
Abuyog è una municipalità di prima classe delle Filippine, situata nella Provincia di Leyte, nella Regione di Visayas Orientale.
Abuyog è formata da 63 baranggay:
- Alangilan
- Anibongan
- Bagacay
- Bahay
- Balinsasayao
- Balocawe
- Balocawehay
- Barayong
- Bayabas
- Bito (Pob.)
- Buaya
- Buenavista
- Bulak
- Bunga
- Buntay (Pob.)
- Burubud-an
- Cadac-an
- Cagbolo
- Can-aporong
- Can-uguib (Pob.)
- Canmarating

- Capilian
- Combis
- Dingle
- Guintagbucan (Pob.)
- Hampipila
- Katipunan
- Kikilo
- Laray
- Lawa-an
- Libertad
- Loyonsawang (Pob.)
- Mag-atubang
- Mahagna (New Cagbolo)
- Mahayahay
- Maitum
- Malaguicay
- Matagnao
- Nalibunan (Pob.)
- Nebga
- New Taligue
- Odiongan

- Old Taligue
- Pagsang-an
- Paguite
- Parasanon
- Picas Sur
- Pilar
- Pinamanagan
- Salvacion
- San Francisco
- San Isidro
- San Roque
- Santa Fe (Pob.)
- Santa Lucia (Pob.)
- Santo Niño (Pob.)
- Tabigue
- Tadoc
- Tib-o
- Tinalian
- Tinocolan
- Tuy-a
- Victory (Pob.)